# Ute König
Ute König (* 1960 in Duisburg) ist eine deutsche Diplomatin, die seit 2023 Botschafterin der Bundesrepublik Deutschland in Malawi ist.

## Studium und Karriere
Ute König begann nach dem Abitur 1979 ein Studium der Rechtswissenschaften an der Universität Bielefeld, das sie an der Universität Lausanne sowie der Albert-Ludwigs-Universität Freiburg fortsetzte und 1985 mit dem Ersten Juristischen Staatsexamen abschloss. Nach Ableistung des Rechtsreferendariats von 1985 bis 1988 legte sie 1988 das Zweite Juristische Staatsexamen ab.
1988 begann Ute König den Vorbereitungsdienst für den höheren Auswärtigen Dienst und war nach dessen Abschluss zwischen 1989 und 1990 zunächst Mitarbeiterin im Referat Menschenrechte des Auswärtigen Amtes in Bonn sowie danach von 1990 bis 1993 des Referats für Rechts- und Konsularangelegenheiten der Botschaft Tel Aviv (Israel). Im Anschluss folgte zwischen 1993 und 1994 eine Verwendung in der Abteilung 2 – Ausland des Bundespräsidialamtes sowie von 1994 bis 1997 als Persönliche Referentin des Bundespräsidenten Roman Herzog.
Daraufhin war Ute König zwischen 1997 und 2000 Mitarbeiterin der Politischen Abteilung der Botschaft im Vereinigten Königreich sowie nach ihrer Rückkehr von 2000 bis 2004 stellvertretende Leiterin des Referates Personal im Auswärtigen Amt, ehe sie zwischen 2004 und 2008 Ständige Vertreterin des Botschafters in Namibia war. In der Folge war sie von 2008 bis 2011 Leiterin des Deutschlandzentrums der Botschaft in Südafrika sowie nach ihrer Rückkehr zwischen 2011 und 2015 Leiterin des Referates Internationales Strafrecht im Auswärtigen Amt in Berlin.
Ab August 2015 war Ute König als Nachfolgerin von Karl-Otto König Botschafterin der Bundesrepublik Deutschland in Nicaragua. Am 5. November 2015 empfing der Präsident der Republik Nicaragua, Daniel Ortega Saavedra, sie zur Überreichung ihres Beglaubigungsschreibens. Von Oktober 2019 bis August 2023 war sie Botschafterin in Trinidad und Tobago mit Amtssitz Port-of-Spain und damit gleichzeitig diplomatische Vertreterin Deutschlands für Antigua und Barbuda, Barbados, Dominica, Grenada, Guyana, St. Kitts und Nevis, St. Lucia, St. Vincent und die Grenadinen und Suriname.
Seit August 2023 ist sie Botschafterin der Bundesrepublik Deutschland in Malawi, wo sie am 2. August 2023 dem Staatspräsidenten Lazarus McCarthy Chakwera ihr Beglaubigungsschreiben überreichte.